# Клод Бертолле
Клод Луї Бертолле (фр. Claude Louis Berthollet; 9 грудня 1748, Таллуар (Савоя) — 6 листопада 1822, Аркей) — французький хімік, засновник вчення про хімічну рівновагу, член Паризької академії наук. Розробив разом з Антуаном Лавуазьє нову хімічну номенклатуру. Визначив склад аміаку, природного газу, синильної кислоти, сірководню. Відкрив (1785) хлорат калію, названий згодом бертолетовою сіллю.
За життя Бертолле мав славу безпринципного та честолюбного придворного, він навіть не вступився за свого друга та колегу Лавуазьє, коли того засудили до смертної кари, однак як талановитий вчений він зробив помітний внесок у хімічну науку.

## Життєпис
Народився в Савойському герцогстві у Таллуарі поблизу Агнесі. Отримав медичну освіту в Туринському університеті де в 1770 році отримав ступінь доктора медицини. Почав працювати практикуючим лікарем та аптекарем. Під час роботи в аптеці захопився хімією. У 1772 році переїхав до Парижа аби продовжити освіту. В столиці Франції працював лейб-медиком при дворі герцога Орлеанського. Відвідував лекції в Паризькому університеті та вивчав хімію та отримав місце помічника в університетській лабораторії. У 1780 році був обраний членом Академії наук. У 1784 році був призначений комісаром (інспектором) державних фарбувальних майстерень. 30 квітня 1789 став членом Королівського товариства. у 1792 році Клод Бертолле став комісаром монетного двору. З 1794 року — професор хімії в Нормальній та Політехнічній школах.
Під час революції займався організацією виробництва селітри, сталі та інших військових матеріалів.
У 1796 році був представником наполеонівської місії в Італії, а в 1798—1799 роках брав участь в Єгипетському поході Наполеона де контролював підготовку хімічної сировини до вивозу у Францію.
Наполеон високо цінував Клода Бертоле й осипав його почестями. У 1804 році був призначений сенатором округа Монпельє, а в 1805 році науковець отримав титул графа. Однак незважаючи на усе це в 1814 році Бертоле як член сенату голосував за відставку Наполеона. У часи реставрації він не лише зберіг своє положення та привілеї але й отримав титул пера.

## Наукова діяльність
З експериментальних робіт вченого найважливіші пов'язані з вивченням хлору. Бертоле використав на практиці відкриті Шеєле відбілюючі властивості хлору для вибілювання тканин, воску та паперу (1785). Хлорне вибілювання незабаром витіснило інші способи. Вивчаючи дію хлору на різні речовини Бертоле отримав солі хлоратної та гіпохлоритної кислот серед яких був і хлорат калію, названий пізніше на честь вченого бертоллетовою сіллю, вибухову речовину яку можна було використати замість селітри при виробництві пороху.
У 1785 році був першим хіміком який підтримав антифлогістичні погляди Лавуазьє.
У 1786 році він встановив склад синильної кислоти, а потім і сірководню (1788). Також Бертолле першим встановив склад аміаку.
У 1786—1787 роках разом з Морво, Лавуазьє та Фуркруа розробляв нову хімічну номенклатуру та в заснуванні (1789) хімічного журналу Annales de chimie, який існує і досі.
У 1788 році Бертолле відкрив нітрид срібла. Описав метод окислювально-відновлювального титрування (1787).
Спостерігаючи під час єгипетської експедиції умови утворення солі в соляних озерах, він прийшов до висновку, що напрямок хімічних реакцій залежить від маси речовин їх фізичних властивостей (леткість, розчинність, пружність), а також умов перебігу реакцій. Це привело його до ідеї хімічної спорідненості яку Бертолле вважав пропорційною масам реагентів. Свої уявлення про хімічну спорідненість вчений виклав у книжці «Дослідження хімічної статики» (Essai de statique chimique, 1803). Провівши багато дослідів Бертолле показав, що реакції не йдуть до кінця в одному напрямку. Існує і зворотний процес, тому між вихідною та отримуваною речовинами встановлюється стійкий стан, який Бертолле назвав рівновагою. Пізніше ця ідея отримала математичне втілення як закон діючих мас і стала основою вчення про динамічну рівновагу.
У 1800—1808 роках вів тривалу дискусію з Прустом щодо можливої несталості складу сполук та змінності сил хімічної взаємодії атомів у сполуках. Ця полеміка закінчилася поразкою Бертолле. Однак ідеї змінності сил хімічного зв'язку отримали розвиток в роботах Бутлерова в середині XIX століття, а сполуки змінного складу були відкриті у ХХ столітті Курнаковим і названі на честь Клода «бертолідами». За словами Курнакова сучасна хімія конденсованого стану багато в чому «базується на законах, передбачених Бертолле».